# Fabio Quagliarella
Fabio Quagliarella (Castellammare di Stabia, 31. siječnja 1983.) bivši je talijanski nogometaš koji je igrao na poziciji napadača. Od 2000. godine Quagliarella nastupa za talijansku reprezentaciju. Također je poznat u Italiji po svojim nevjerojatnim pogodcima jer je tijekom svoje karijere znao zabijati golove sa svih strana terena, iznenađujući mnoge vratare.

## Klupska karijera

### Rana karijera
Quagliarella je počeo karijeru u omladinskom pogonu Torina. Prvu utakmicu odigrao je 14. svibnja 2000. godine kad je u prvenstvenoj pobjedi protiv Piacenze (2:1) ušao s klupe. Sljedeće sezone 2001./02. je nastupio još četiri puta za torinski klub u Serie A.
U ljeto 2002. godine posuđen je Fiorentini koja je igrala u Serie C2. U toj sezoni dokazao je svoju kvalitetu,  ali zbog slabih realizatorskih sposobnosti uspijeva postići samo jedan gol. Tadašnji trener Viola Alberto Cavasin ga odlučuje vratiti Torinu koji ga opet pozajmljuje i to Chietiju, tada članu Serie C1.
U sezoni 2003./04. dobiva više prilike za igru i u 43 nastupa postiže 19 golova te ga Torino, koji je iste sezone ispao u Serie B, vraća s posudbe. S 8 postignutih golova u 34 utakmice i još jednim golom u doigravanju za ulazak u Serie A protiv Ascolija pomaže ekipi u povratku u Serie A, ali zbog financijskih problema Torino i dalje ostaje u drugom razredu talijanskog nogometa.

### Udinese
Udinese je doveo Quagliarellu u ljeto 2005. godine i odmah prodao pola ugovora Ascoliju, koji je ušao u prvu ligu umjesto Torina. Dana 21. prosinca 2005. godine postiže svoj prvi gol u Serie A i jedini u toj utakmici u pobjedi protiv Trevisa (1:0).
Nakon samo jedne sezone u Ascoliju posuđen je Sampdoriji koja otkupljuje pola njegovog ugovora od Ascolija. U Sampdoriji te sezone u prvenstvu iz 35 nastupa postiže 13 golova, od čega nekoliko zaista prekrasnih. Uz tih 13 golova u prvenstvu zabio je još jedan u Kupu Italije.
Dana 21. srpnja 2007. godine Udinese kupuje cijeli Quagliarellin ugovor. U prvu sezonu je lošije ušao, ali se nakon nekog vremena vratio na nivo igre kakav je imao u Sampdoriji. Prve sezone u Udineseu postigao je 12 pogodaka. Sljedeće sezone u prvenstvu je postigao 13 pogodaka, kojima je dodao i osam pogodaka iz Kupa Uefe. Dobrim nastupima osigurao je poziv u reprezentaciju Italije.

### Napoli
U Napoli je stigao u ljeto 2009. godine, iz Udinesea. Napoli je za njega platio 16 milijuna eura. Tada je postao i najplaćeniji igrač Napolija. U napadu je za suigrača imao Ezequiela Lavezzia s kojim je odlično surađivao. Sezone 2009./10. postigao je 11 pogodaka za klub iz rodnog grada i time je pomogao Napoliju da dođe do 6. mjesta na tablici i kvalifikacija za Europsku ligu. Zadnju utakmicu za Napolij je odigrao protiv IF Elfsborga u pobjedi Napolija 1:0. U uzvratnoj utakmici nije ulazio u igru, a u napadu je Lavezzi igrao s novim partnerom Edinsonom Cavanijem, napadačem koji je to ljeto stigao u Napoli iz Palerma.

### Juventus

#### Sezona 2010./11.
Nekoliko dana prije kraja prijelaznog roka, točnije 27. kolovoza Quagliarella se vratio u Torino, ali ovoga puta je potpisao za talijanskog giganta Juventus. Napoli ga je posudbio Juventusu 4,5 milijuna eura, uz pravo odkupa uz još 10,5 milijuna. Navijači nisu mogli prihvatiti da je njihov miljenik otišao u Juventus, jednog od većih rivala Napolija, te su ga proglasili izdajicom. Za Juventus nije mogao nastupati u Europskoj ligi jer je u kvalifikacijama već igrao za Napoli. U Juventusu se odlično snašao, te je postao jedan od glavnih igrača i najbolji strijelac kluba te jeseni za 9 postignutih pogodaka iz 17 utakmicama. 
Nakon što je bio miljenik napuljskih navijača, dolaskom u Juventus ubrzo je svojim igrama i golovima postao miljenik juventusovih navijača, koji su mu dali i nadimak Eta Beta zbog odličnih golova koje je postigao. Juventus je jesenski dio sezone završio na dobrom drugom mjestu, iza Milana. 6. siječnja u utakmici protiv Parme, nakon 10-ak minuta igre Quagliarella je teško ozlijedio koljeno. Propustio je ostatak sezone, a Quagliarellinom ozljedom sve je krenulo nizbrdo za Juventus koji je na kraju završio na razočaravajućem 7. mjestu. Unatoč ozljedi Juventus je kupio Quagliarellu za 10,5 milijuna eura, koje će otplatiti u sljedeće tri godine.
Juventus je u zimskom prijelaznom roku doveo Alessandra Matrija, iz Cagliarija, koji je u proljetnom dijelu sezone, baš kao i Quagliarella u jesenskom bio najbolji strijelac kluba.

#### Sezona 2011./12.
Quagliarella je nakon oporavka od teške ozljede počeo igrati rijetko. Kako se sezona odmicala Fabio je sve više igrao te je svoj prvi pogodak u novoj sezoni zabio u 2:0 pobjedi protiv Novare. Ponovno je za Fabia bila nesretna prva utakmica u novoj godini, 8. siječnja 2012. godine Quagliarella je u utakmici protiv Leccea zadobio udarac u glavu te mu je pukla jagodična kost.
Krajem siječnja se Quagliarella vratio na nogometni teren te je nakon nekoliko utakmica ponovno zavrijedio mjesto u početnome sastavu. Dana 18. veljače 2012. godine u utakmici protiv Catanie na domaćem terenu Juventus je pobijedio rezultatom 3:1, a Fabio je zabio treći Juventusov pogodak na utakmici u 81. minuti i svoj drugi u sezoni.
Juventus je na domaćem terenu 1. travnja 2012. godine pobijedio Napolija, a Quagliarella je u toj utakmici zabio svoj treći pogodak te sezone u 83. minuti utakmice. Bio je to ujedno i treći pogodak na utakmici u kojoj je Juventus slavio s 3:0. Alessandro Del Piero je dodao loptu Fabiu na 20-ak metara od gola, da bi on snažnim udarcem pored same stative savladao Morgana De Sanctisa koji je bio nemoćan na golu. Quagliarella je tako zabio svojem bivšem klubu s kojim se nije razišao na najbolji način, ali i nagovjestio je da se polako vraća u golgetersku formu nakon ozljede.
Nakon što je Milan izgubio na domaćem terenu od Fiorentine rezultatom 2:1, Juventus je preuzeo vrh tablice Serie A s jednim bodom prednosti u odnosu na milansku momčad pobjedom na Siciliji protiv Palerma od 2:0, a Quagliarella se upisao u strijelce u 69. minuti susreta kada je zabio svoj 4 ligaški pogodak u sezoni na asistenciju Alessandra Matrija. Fabio je tako po prvi puta u sezoni zabio na gostujućem terenu te je po prvi puta u sezoni zabio u dvije uzastopne utakmice.
Juventus je u 37. kolu pobijedio na gostovanju kod Cagliarija, koji je tada igrao u Trstu, rezultatom 2:0. Quagliarella u igru u toj utakmici nije ulazio, no tada je osvojio svoj prvi trofej u karijeri, te je nakon utakmice izjavio kako je to njegovo prvo pravo slavlje u karijeri.

#### Sezona 2012./13.
Quagliarella je sudjelovao na predstavljanju novih dresova za sljedeću sezonu, a na pres konferenciji nosio je novu trening odjeću kakvu će Juventus imati te sezone. U prvoj pripremnoj utakmici, 16. srpnja 2012. godine protiv Aygrevillea, otkriveno je da će Quagliarella nositi broj 27 kakav je nosio u prijašnjim klubovima te u reprezentaciji.
Dana 19. rujna 2012. godine Quagliarella postiže svoj prvi pogodak u Ligi prvaka protiv londonskog Chelsea. Juventus je gubio 2:1 kod europskog prvaka, a Quagliarella je dobio priliku igrati samo 10-ak minuta no nakon sjajne asistencije Marchisia pogodio je kroz noge vratara Petra Čecha i donio svome klubu vrlo važnu dozu samopouzdanja za nastavak natjecanja u kojemu nisu igrali tri godine do tada.
Tri dana kasnije nakon gola u Londonu, Quagliarella dobiva po prvi puta u novoj sezoni priliku od prve minute te je odlično koristi. Juventus je zahvaljujući Quagliarelli pobijedio Chievo 2:0, a Fabio je bio dvostruki strijelac. Prvo je fantastično pogodio škaricama nakon kornera s desne strane, da bi samo nekoliko minuta kasnije povećao vodstvo svojega kluba.
Dne 10. studenog 2012. godine Fabio zabija svoj prvi hat-trick u karijeri i to u gostujućoj pobijedi Juventusa kod Pescare od 6:1. Sva tri gola su bila majstorska, od kojih su 'škarice' nakon ubačaja iz kornera proglašene drugim najboljim pogotkom u Serie A u 2012. godini po izboru navijača, a time se Quagliarelli samo učvrstila reputacija zabijanja nevjerojatnih pogodaka. Samo nekoliko dana ranije Fabio je zabio u Ligi prvaka protiv danskog Nordsjællanda. S čak 4 pogotka u samo nekoliko dana Fabio postaje najbolji strijelac Juventusa i u Europi i u domaćem prvenstvu s mizernom minutažom u odnosu na druge napadače, a svoju dobru golgetersku formu upotpunjuje vodećim pogotkom protiv tadašnjeg prvaka Europe, londonskog Chelsea.

## Reprezentativna karijera
Za reprezentaciju Italije debitirao je 27. ožujka 2007. godine protiv Škotske u kvalifikacijskoj utakmici za Euro 2008. u Austriji i Švicarskoj. Ušao je u 88. minuti, a Italija je izgubila taj susret 2:0.
Prvi gol za reprezentaciju postigao je u Kaunasu protiv Litve, kada je Italija pobijedila 2-0 u ključnoj kvalifikacijskoj utakmici za Euro 2008. u Austriji i Švicarskoj.
Quagliarella je stalni talijanski reprezentativac, nastupao je na svjetskom prvenstvu u Južnoafričkoj Republici 2010. godine na kojem je Italija ispala već u fazi igranja po skupinama, ali jedan od najljepših golova na tom svjetskom prvenstvu postigao je baš Quagliarella u susretu protiv Slovačke.
Pomalo iznenađujuće, talijanski izbornik Cesare Prandelli donio je odluku kojom nije uvrstio Quagliarellu u spisak od 32 igrača za pripreme prije Eura 2012 u Poljskoj i Ukrajini, a umjesto Fabia pozvani su mladi igrači Mattia Destro te Fabio Borini.

## Trofeji
Juventus
- Serie A: 2

2011./12., 2012./13.
- Talijanski Superkup: 1

2012.

## Vanjske poveznice
- Profil na Transfermarktu
- Profil na Soccerwayu